# Зігмунд Мозауер
Зігмунд Мозауер (нім. Sigmund Moosauer; 13 березня 1877, Дінгольфінг — 20 квітня 1944, Берлін) — німецький військовий медик, доктор медицини (1914), адмірал медичної служби крігсмаріне (1 жовтня 1938).

## Біографія
Здобув вищу медичну освіту в Бреслауському університеті. 1 квітня 1900 року вступив в Баварську армію. 1 квітня 1903 року перейшов в санітарну службу ВМС. Учасник Першої світової війни, в тому числі у складі німецько-турецького флоту брав участь у бойових діях на Чорному морі та в Галліполі. З червня 1915 по липень 1918 року — корабельний лікар на важкому крейсері «Гебен». В липні-листопаді 1918 року — головний лікар військово-морського шпиталю в Константинополі. В листопаді 1918 року повернувся в Німеччину. З 14 липня 1920 року — старший лікар військово-морського шпиталю в Кілі-Віку. З 1 квітня 1923 року — дивізійний лікар корабельної кадрованої дивізії «Остзе», з 1 квітня 1924 року — лікар в штабі командувача ВМС, з 1 квітня 1925 року — флотський лікар в командуванні флотом. 1 квітня 1926 року призначений начальником санітарної служби військово-морської станції «Остзе». 13 вересня 1927 року переведений в Морське керівництво і 1 січня 1928 року призначений начальником санітарного відділу, який 1 квітня 1939 року був перетворений на Санітарну службу ВМС у складі ОКМ. Одночасно з 1 січня 1928 року був головним санітарним лікарем ВМС. 31 грудня 1939 року звільнений у відставку. Наступного дня переданий в розпорядження ОКМ, але більше не отримав призначень у зв'язку з віком і слабким здоров'ям.

## Нагороди
- Медаль принца-регента Луїтпольда в бронзі (12 квітня 1913)
- Залізний хрест 2-го і 1-го класу
- Орден «За заслуги» (Баварія) 4-го класу з мечами і короною
- Ганзейський Хрест (Гамбург)
- Срібна медаль «Імтияз» з шаблями
- Орден Меджида 3-го класу з шаблями
- Військова медаль (Османська імперія)
- Хрест «За вислугу років» (Пруссія) (25 років)
- Почесний хрест ветерана війни з мечами
- Медаль «За вислугу років у Вермахті» 4-го, 3-го, 2-го і 1-го класу (25 років; 2 жовтня 1936) — отримав 4 нагороди одночасно.
- Почесний знак Німецького Червоного Хреста 1-го класу та зірка
- Почесний професор військової санітарії Берлінського університету (11 квітня 1939)